# 岡村港

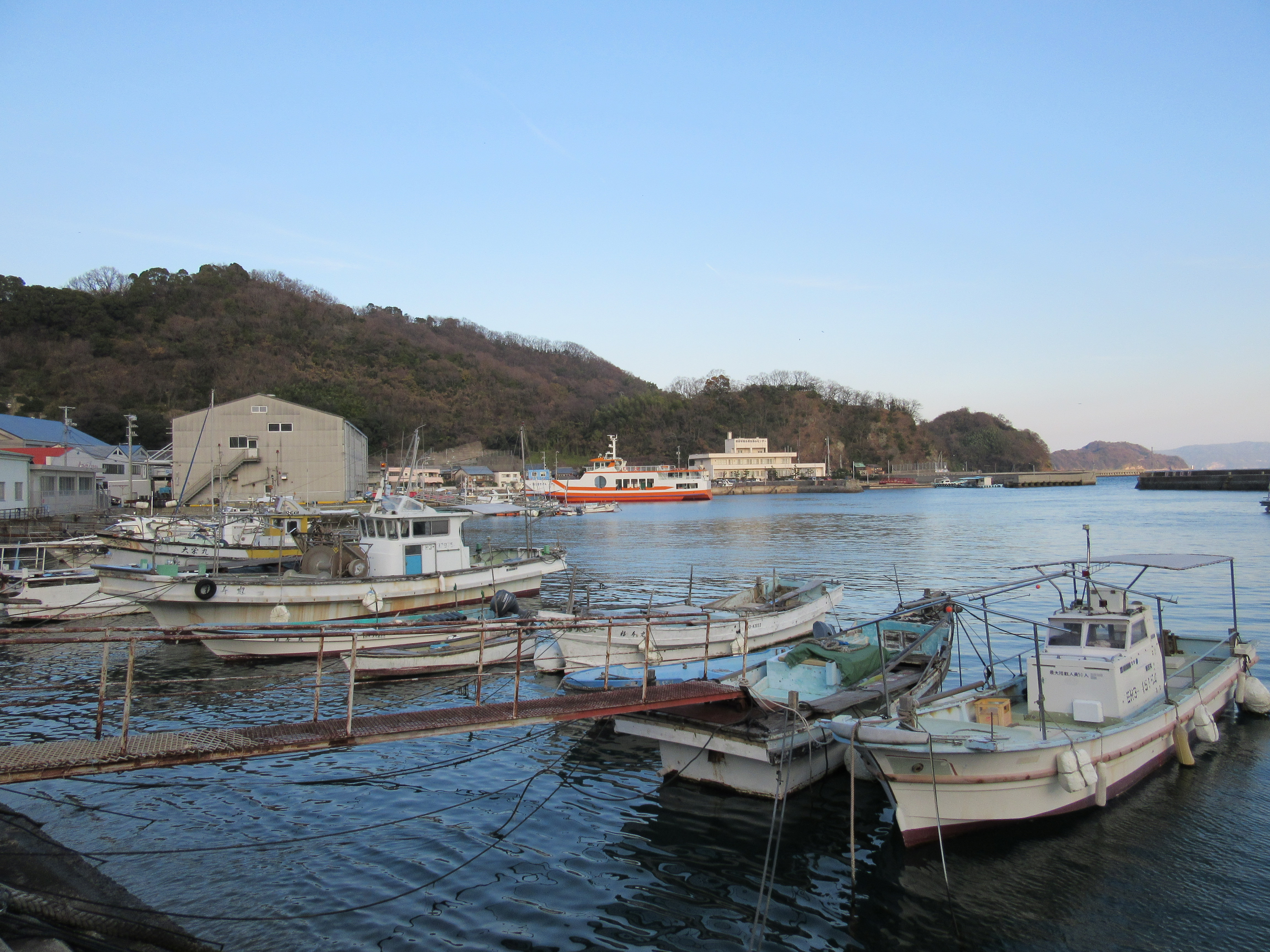
岡村港全景

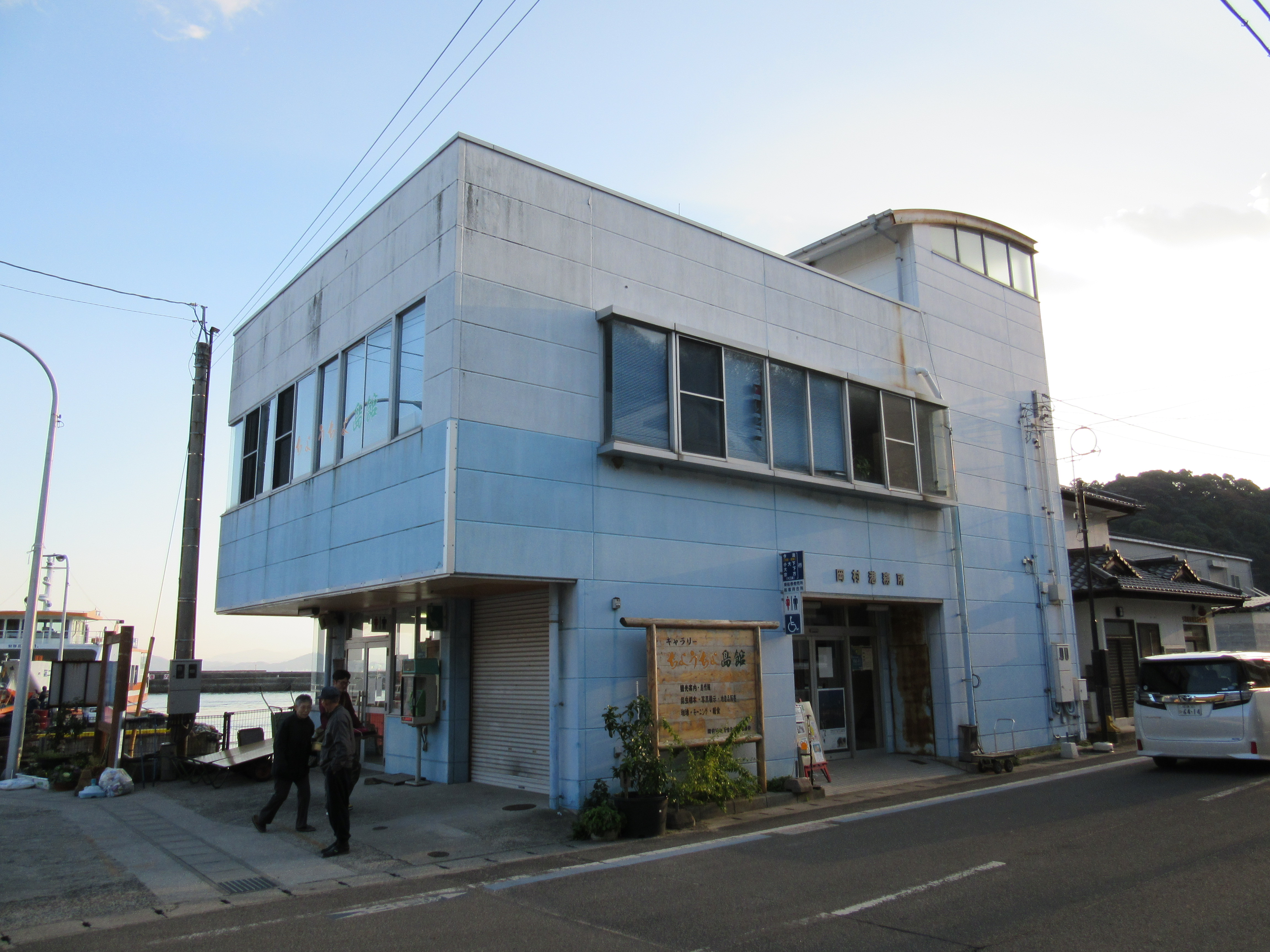
岡村港務所

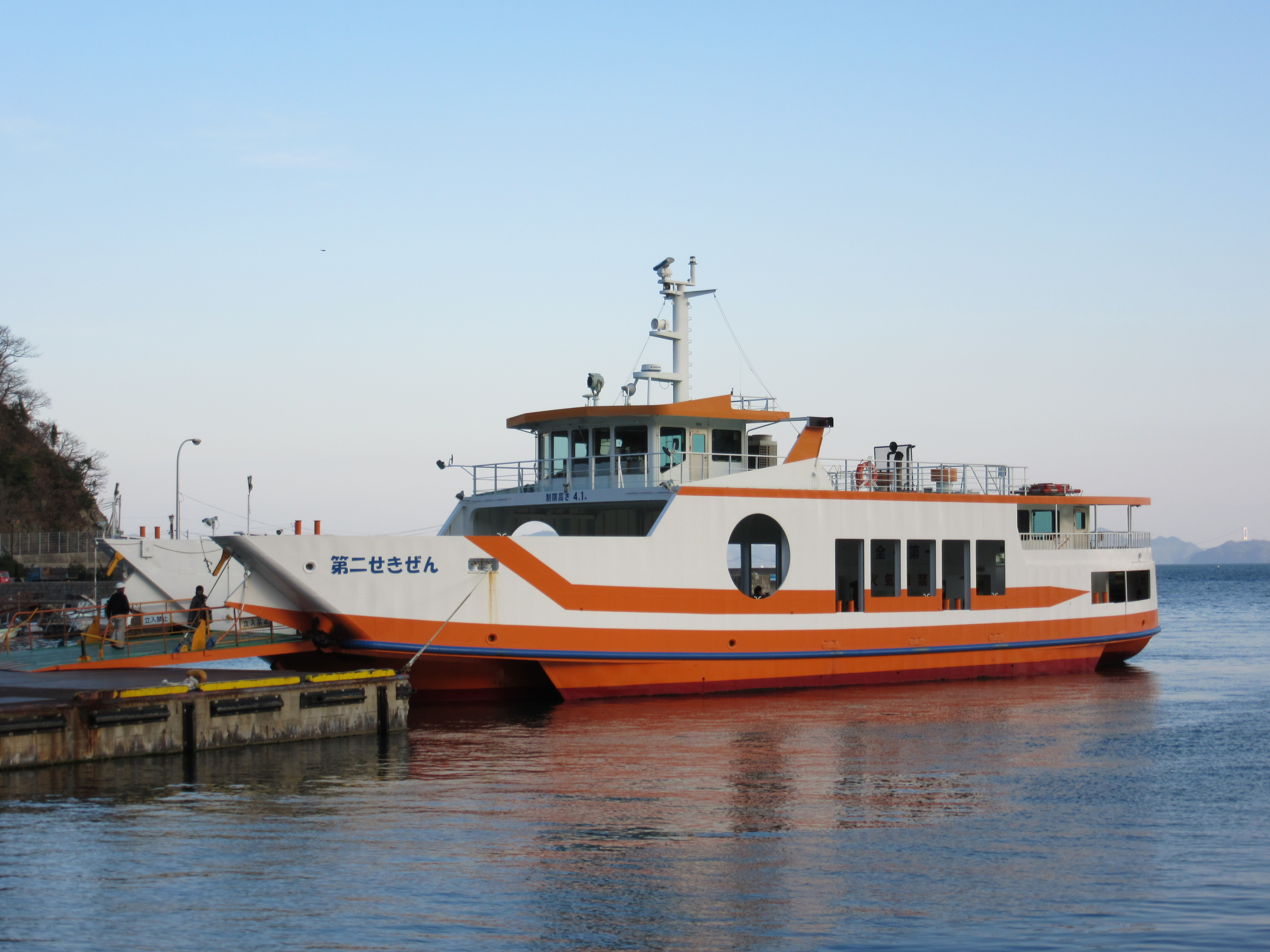
今治市営フェリー・第二せきぜん

岡村港（おかむらこう）は、愛媛県今治市の岡村島にある港湾。管理者は今治市。地方港湾。

## 航路

### 就航している航路
- 今治市営フェリー（せきぜん渡船） 
  - フェリー（第二せきぜん）：今治 - 大下島 - 小大下島 - 岡村（一部便は、大下島・小大下島には寄港しない）
  - 旅客船（とびしま）：今治 - 宗方港（大三島） - 大下島 - 小大下島 - 岡村
- 大三島ブルーライン
  - フェリー：木江（大崎上島）- 宗方（大三島） - 岡村

今治市営フェリーは、越智郡関前村が村営汽船事業として運航していたが2005年1月16日の新設合併により今治市に引き継がれ、同市営で運航されている。ただし赤字が続いており、経営効率化や観光客の誘致などの目的から2012年10月1日に航路が再編された。

### 廃止された航路
- 山陽商船 - 今治港、大崎下島（広島）方面ゆき

## 港務所

### ギャラリーちょうちょ島館
2010年12月に港務所の2階の喫茶店跡地にオープンした展示施設。蝶の標本や岡村島の児童の活動展示などを行っている。また、みかんや海産物など地元産品などを活用した喫茶コーナーも併設されている。
蝶の標本には、島民が保護に取り組んでいるクロツバメシジミや外国産などが展示されている。

## 港周辺
- 今治市役所関前支所（旧関前村役場）
- JAおちいまばり関前支店
- 関前郵便局
- 岡村診療所
- 今治市関前開発総合センター